# Kaduna Challenger 1985
Il Kaduna Challenger 1985 è stato un torneo di tennis facente parte della categoria ATP Challenger Series nell'ambito dell'ATP Challenger Series 1985. Il torneo si è giocato a Kaduna in Nigeria dal 25 febbraio al 2 marzo 1985 su campi in terra rossa.

## Vincitori

### Singolare
Hans-Peter Kandler ha battuto in finale  Alfonso González con il punteggio di 2–6, 6–4, 6–0

### Doppio
Richard Akel /  Jeff Arons hanno battuto in finale  Haroon Ismail /  Fotis Vazeos con il punteggio di 6–3, 6–3